# Butyrylchlorid
Butyrylchlorid ist eine chemische Verbindung aus der Gruppe der organischen Carbonsäurehalogenide.

## Gewinnung und Darstellung
Butyrylchlorid kann durch Reaktion von Buttersäure mit Thionylchlorid gewonnen werden.
{\displaystyle \mathrm {C_{4}H_{7}OOH+SOCl_{2}\longrightarrow C_{4}H_{7}ClO+SO_{2}+HCl} }

## Eigenschaften
Butyrylchlorid ist eine flüchtige, leicht entzündbare, feuchtigkeitsempfindliche, farblose Flüssigkeit mit stechendem Geruch, die sich in Wasser zersetzt. Ihre wässrige Lösung reagiert sauer.

## Verwendung
Butyrylchlorid kann in der organischen Chemie für Friedel-Crafts-Reaktionen verwendet werden.

## Sicherheitshinweise
Die Dämpfe von Butyrylchlorid bilden mit Luft explosive Gemische (Flammpunkt: 8 °C, Zündtemperatur: 280 °C).